# サンドのお風呂いただきます
『サンドのお風呂いただきます』（サンドのおふろいただきます）は、NHK総合テレビで2019年4月3日から2021年9月22日までレギュラー放送されていた紀行バラエティ番組。2022年現在は不定期の特別番組として継続中。

## 番組概要
サンドウィッチマンの伊達みきおと富澤たけしが毎回ゲストを迎えて進行し、ナレーションは水曜日のカンパネラのコムアイが務めている。日本の温泉地において、現地に住む一般家庭の風呂に入らせてもらうという企画で、ローカルグルメ（郷土料理やご当地グルメ）および地元民との触れ合いも見どころ。一般家庭の風呂とは言ってもただの風呂ではなく、温泉を引いた風呂がメインとなる。

## 放送履歴
初回放送は2018年1月4日に「湯けむり人情バラエティー お風呂頂きます」として放映され、その後現行の番組名となり単発で2回放映された。
2019年4月3日よりレギュラー番組となり、毎週水曜の20:15より20:42までの約30分枠で総合テレビで放映されている。再放送は日曜13:05（一部地域を除く、休止の場合あり）。なお2019年10月以降、関西地方では『えぇトコ』を放送するため、関西地方では日曜の放送が本放送となる。
また放送終了後にNHKオンデマンドにて有料配信を実施しているが、同年8月28日放送分よりTVerにて1週間限定の無料配信を開始した、2020年3月からはNHKプラスでも配信が開始。

### レギュラー放送終了、特番で継続
2021年9月29日より本番組と同様「水曜20:15 - 20:42枠＋サンドウィッチマンMC」による新番組『ロコだけが知っている』（制作幹事局は大阪放送局）のレギュラー放送開始に伴い、9月22日の放送を最後に終了。これにより、本番組はわずか2年半でレギュラー放送に幕を下ろした。
レギュラー放送終了後は不定期特番として継続されることとなり、その第1弾として、2022年1月2日に正月特番『サンドのお風呂いただきます 歌舞伎俳優 愛之助&彌十郎とお正月SP』（21:00 - 22:00）を放送した。ディレクターは西島雄紀。レギュラー放送も担当していた。

## 番組で訪れた温泉地とゲストの一覧

### 不定期放映時代
- 2018年1月4日 - 新温泉町 - スピードワゴン - 「湯けむり人情バラエティー お風呂頂きます」(50分番組)。レギュラー放送直前の2019年3月20日に「サンドのお風呂いただきます」として30分版が放送された。
- 2018年7月12日 - 湯河原温泉 - 千鳥、五月みどり
- 2018年11月17日 - 箱根温泉 - 岡田圭右、八代亜紀 - 後日BSプレミアムで「サンドのお風呂いただきます ゴージャス」として60分版が放送された。

出典：

### レギュラー放映時代
- 2019年4月3日 - 別府温泉 - 飯尾和樹、秋山竜次
- 2019年4月10日 - 別府温泉 - 飯尾和樹、秋山竜次
- 2019年4月24日 - 鬼怒川温泉 - TKO

出典：

## テーマ曲

### オープニング
- 「ディアブロ」（水曜日のカンパネラ） - 本番組のメインテーマ曲。本編随所にも流れる。
- 「天使のパンツ」（むとうかんぺい・むとうりつこ） - オープニング直後のトーク部分で使用。

### エンディング
- 「いい湯だな」（クレモンティーヌ）